# محمد مرحیت
محمد مرحیت (عربی: محمد مُرحيت؛ زادهٔ ۱۰ اکتبر ۱۹۷۰) دونده نیمه‌استقامت مراکشی‌تبار اهل بلژیک است.